# Fosfat de sodiu

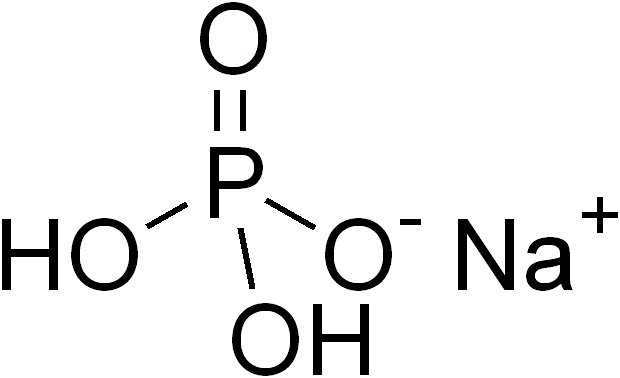
Dihidrogenofosfat de sodiu

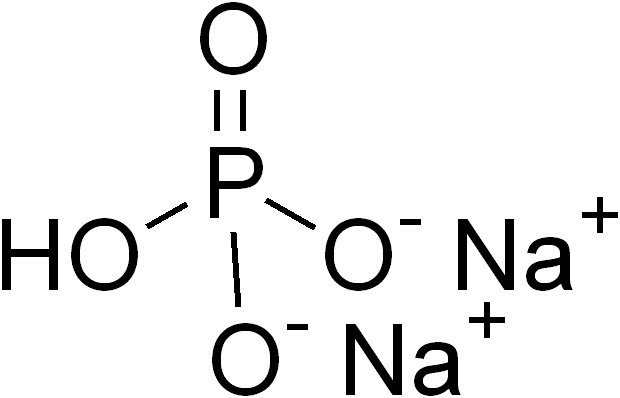
Hidrogenofosfat de sodiu

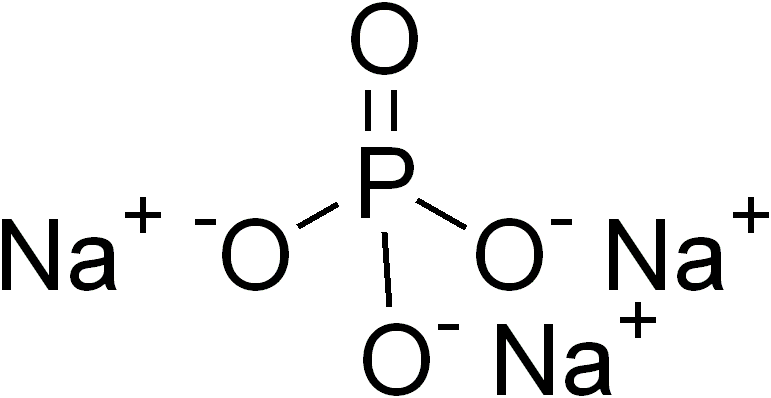
Fosfat trisodic

Denumirea de fosfat de sodiu face referire la o sare formată din cation de sodiu (Na+) și un anion fosfat (PO43−). Acestea se regăsesc în stare anhidră sau hidratată, formele hidratate fiind mai comune.
Cei mai cunoscuți fosfați de sodiu sunt dihidrogenofosfatul (fosfat monosodic, NaH2PO4), hidrogenofosfatul (fosfat disodic, Na2HPO4) și fosfatul trisodic (Na3PO4).